# Memorial da Resistência de São Paulo
O Memorial da Resistência de São Paulo é um museu que preserva as memórias da resistência e da repressão políticas do estado de São Paulo. Foi inaugurado em 24 de janeiro de 2009 e seu programa museológico está estruturado em procedimentos de pesquisa, salvaguarda (ações de documentação e conservação) e comunicação (exposições e ações educativas e culturais) patrimoniais por meio de seis linhas de ação: Centro de Referência, Lugares da Memória, Coleta Regular de Testemunhos, Exposição, Ação Educativa e Ação Cultural. O edifício onde funciona sediou o Departamento Estadual de Ordem Política e Social do Estado de São Paulo (DEOPS-SP) entre os anos de 1940 a 1983, servindo como uma homenagem aos mártires que lutaram pela democracia no Brasil.

## História

### Construção
O grande edifício foi construído dentro de um período de quatro anos, entre 1910-1914, pelo Escritório Técnico de Ramos de Azevedo e sua original ocupação pretendia ser o principal meio administrativo da Associação Central e, em seguida da Estrada de Ferro de Sorocaba. O lugar cresceu em importância junto com o tumulto da cidade de São Paulo e o bairro da Luz, onde é localizado. Até 1938, esse o uso que o prédio teve, durante os próximos dois anos o lugar passou por reformas até receber o seu novo ocupante.

### Antigo prédio da DEOPS-SP
Durante décadas, o local fez parte do conjunto do Departamento Estadual Ordem Política e Social de São Paulo, DEOPS-SP, período que perdurou desde 1940 até 1983, até a extinção geral do órgão. O local foi modificado de salas de reunião para celas sufocantes, lá ficavam encarcerados os presos políticos durante a época de Ditadura Militar. No espaço, a Secretaria  de Segurança Pública do Estado pressionou pessoas e grupos sociais que pudessem corresponder um perigo para a ordem pública e social vigente.

### Outros ocupantes
Depois do ano de 1983 e a desocupação política do local, o atual Memorial recebeu mais ocupantes dentro de suas paredes de tijolos. O primeiro foi o DECON, Delegacia de Direito ao Consumidor. Anos depois, em 1997, ele passou da gestão da Secretaria da Justiça para a Secretaria da Cultura; onde passou pelo processo de tombamento em 1999 e total revitalização, concluída em 2002.Até 2008 foi conhecido sob o nome de Museu da Liberdade, mas sob os cuidados do Espaço Pinacoteca que investiu no lugar em 2004 para criar mais um lugar mais interativo e museológico na região.
No primeiro de maio de 2008 seu nome mudava para Memorial da Resistência, com as aplicações para uma mudança no local que relembrasse mais a época de tortura, como uma homenagem sensível.

## Características arquitetônicas

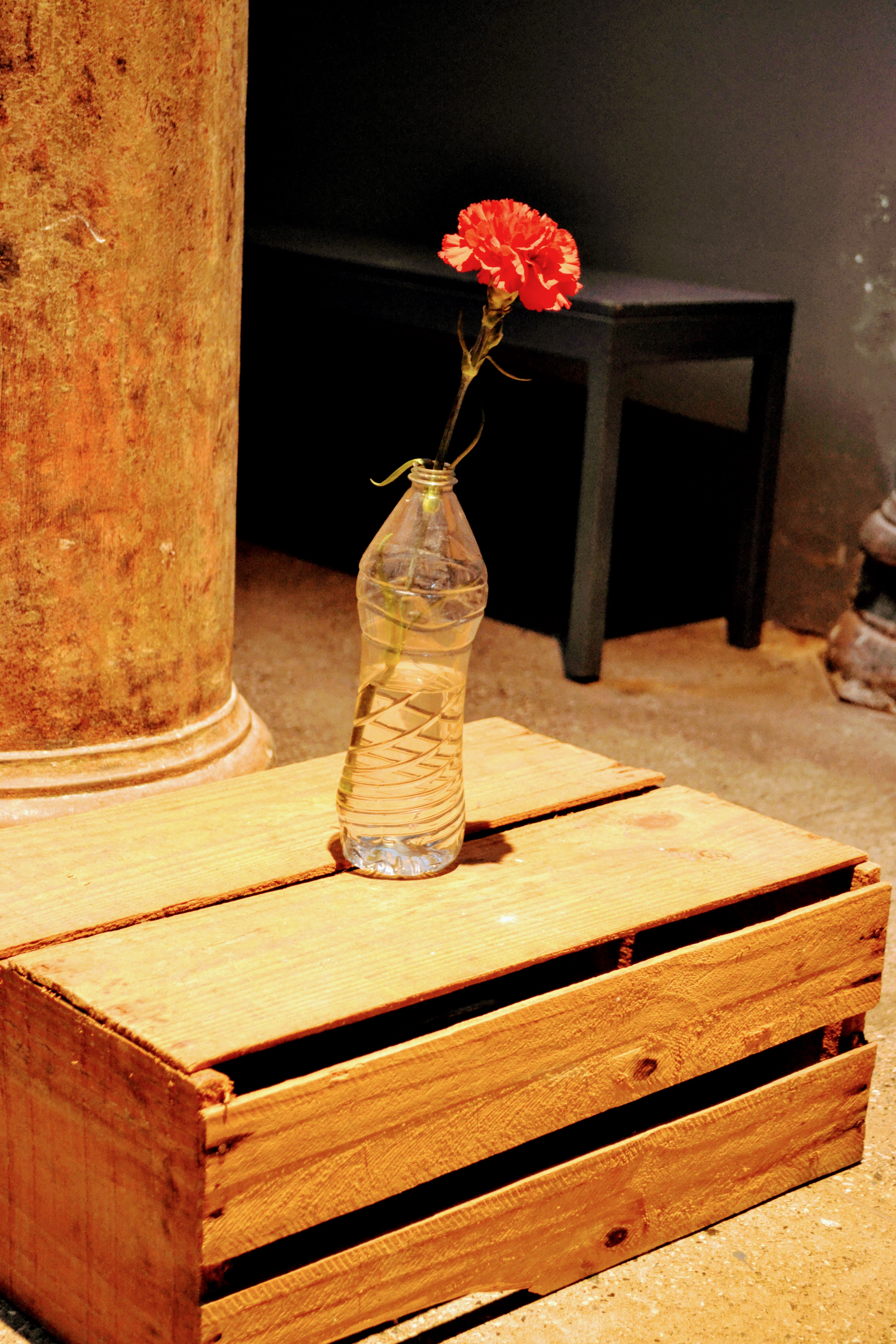
Cela do Memorial da Resistência.

Tombado como patrimônio arquitetônico pelo CONDEPHAAT, em 1999, o edifício é uma das construções de arquitetura eclética projetadas pelo arquiteto Ramos de Azevedo na região central da cidade de São Paulo, entre o final do século XIX e as primeiras décadas do século XX. A sua localização, no Largo General Osorio, já permite presunções sobre a construção, pois exatamente atrás do prédio ficam os trilhos do trem que percorrem ali para a Estação Júlio Prestes, Estação da Luz e adiante.
O prédio tem vigas de ferro que moldam o bloco retangular que faz seu formato, de longe os vermelhos tijolos de vedação são indistinguíveis. Reconhecer o lugar não é difícil, apenas pode ser confundida a porta de entrada com a montagem em amplos arcos com arenito que se repetem por toda a extensão. Janela e porta do primeiro andar compartilham da mesma ideia.
Olhando para a parte de cima, observamos as largas janelas com vidros transparentes no mesmo estilo repetido do primeiro andar, com ressalva para a diminuição de seu tamanho. O edifício contempla  1543,30 m² de área, fica sozinho em seu espaço de térreo e mais quatro diferentes pavilhões. Além dos ferros, sua fortaleza é de concreto. Duas pequenas torres são erguidas em centro e simetria.

## Significado histórico cultural
O processo de tombamento do memorial cita que a sua motivação com os seguintes dizeres:
"Por tratar-se de um bem cultural de interesse para a memória social paulista prédio do antigo DOPS. Além disso, sua importância arquitetônica é grande e decorre principalmente do seu partido arquitetônico".
Frase esta que, resumindo perfeitamente o seu estado, já carrega um pouco sobre a rápida evolução em tamanho e poder econômico da cidade, também falando sobre motivos políticos que cercaram o país décadas passadas.
No dia oito de julho de 1999 o processo foi aprovado com o envolvimento do CONDEPHAAT, seguindo sua publicação em DOE.
Desde então, além de ser patrimônio com relevância memorável e com a gestão passada para o poder público, seu espaço serve exclusivamente para divulgação de eventos culturais. A "resistência" em seu nome permanece conjuntamente com a permanência das celas antigos da ditadura e os milhares de relatos que se espalham pelo espaço.

## Estado atual
A entrada para o Memorial da Resistência em São Paulo permanece gratuita para o andar térreo, onde se localizam as memórias da ditadura e as celas preservadas. De restante, os outros andares servem para abrigar exposições temporárias. Também se encontra um café ao fundo do recinto.
Está conectado com a Pinacoteca, outro museu do Estado, e é uma instituição sem fins lucrativos e a quanto a gestão, esta é referida para Secretaria da Cultura do Estado de São Paulo. Ambos espaços, Memorial e Pinacoteca são administrados pela Associação Pinacoteca Arte e Cultura, uma Organização Social da Cultura.

## Galeria de fotos

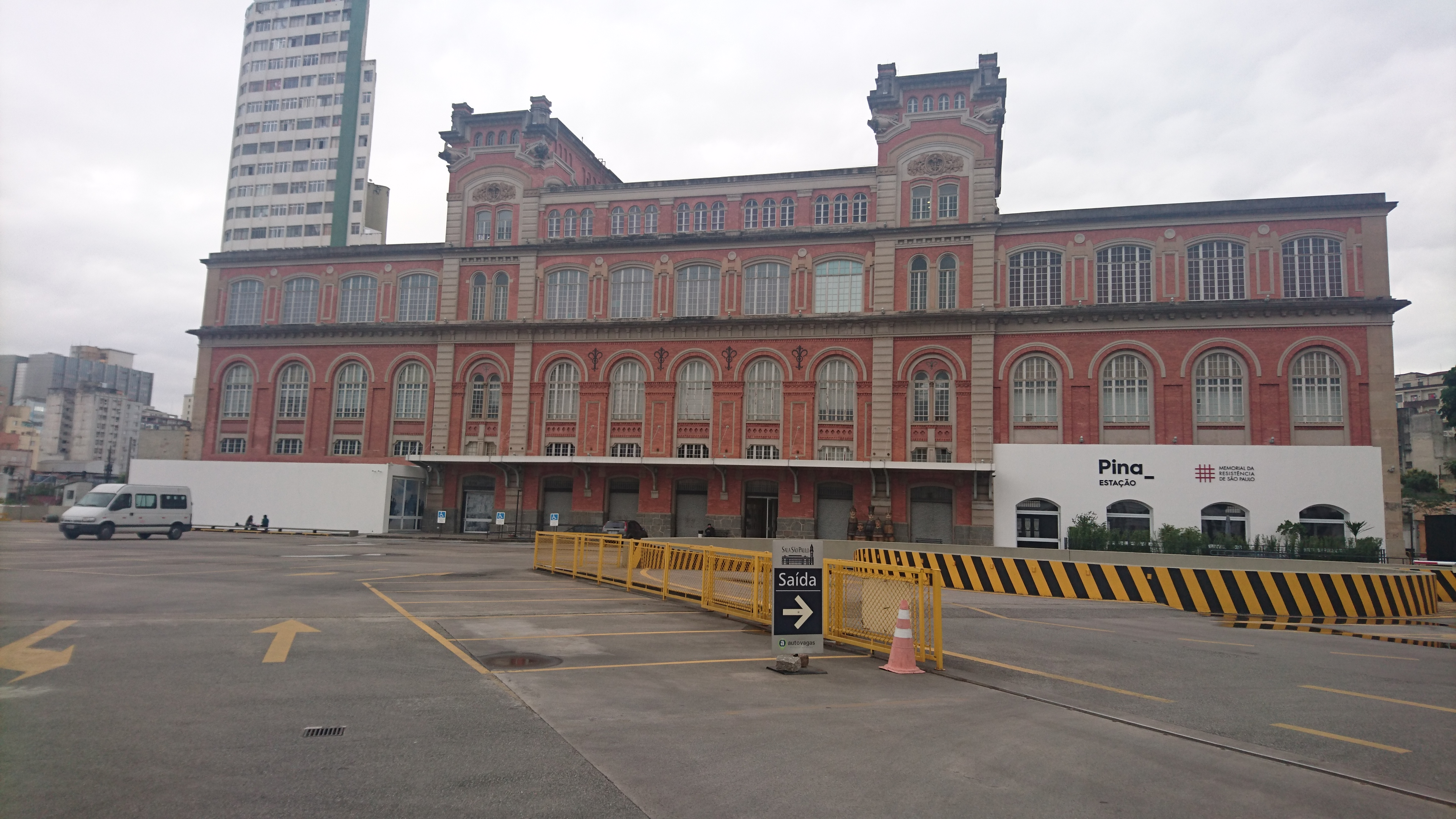
Fachada Sul do prédio do Memorial da Resistência de São Paulo (SP)
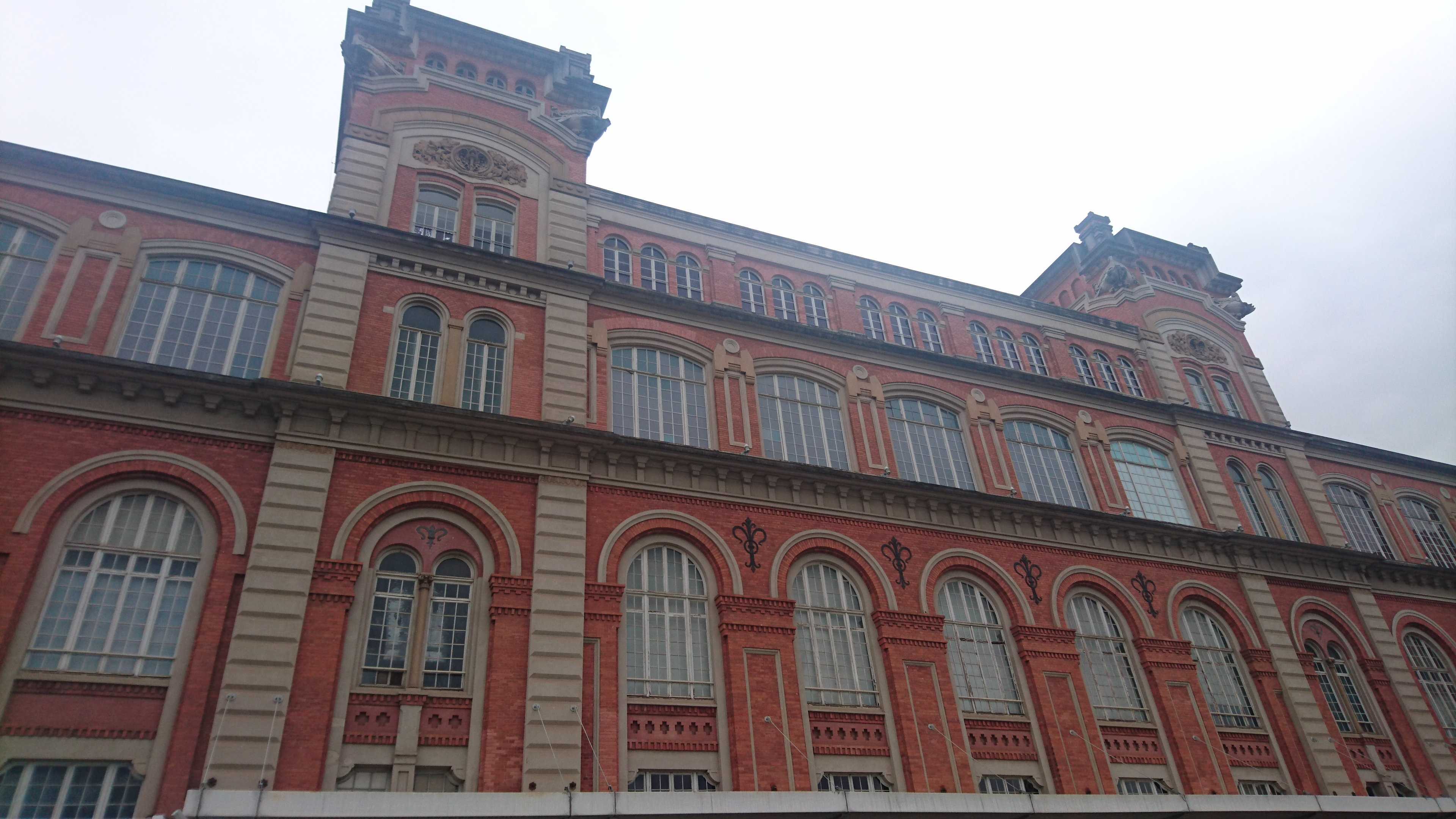
Detalhe central do prédio do Memorial da Resistência de São Paulo (SP)
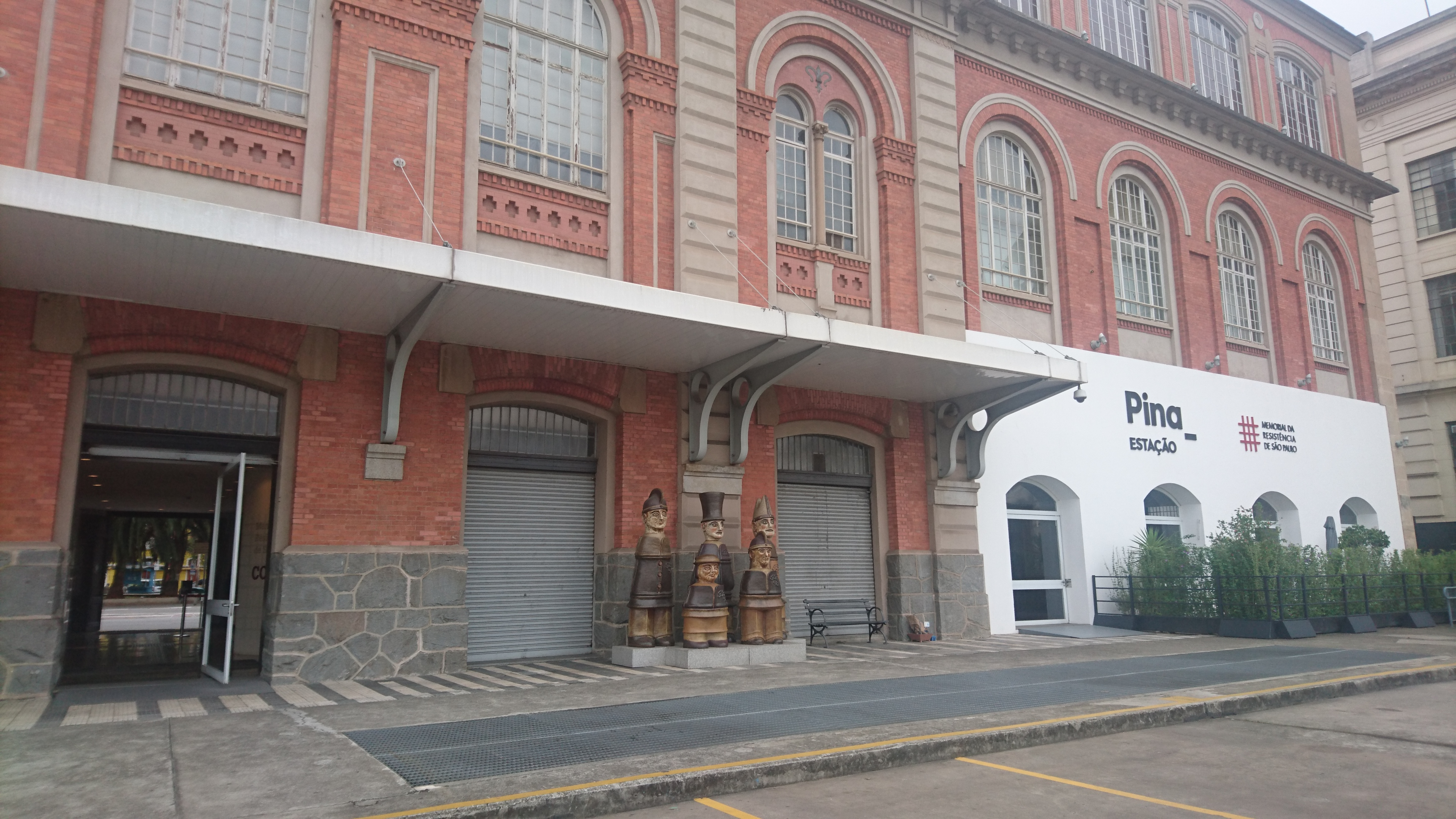
Entrada sul do prédio do Memorial da Resistência de São Paulo (SP)
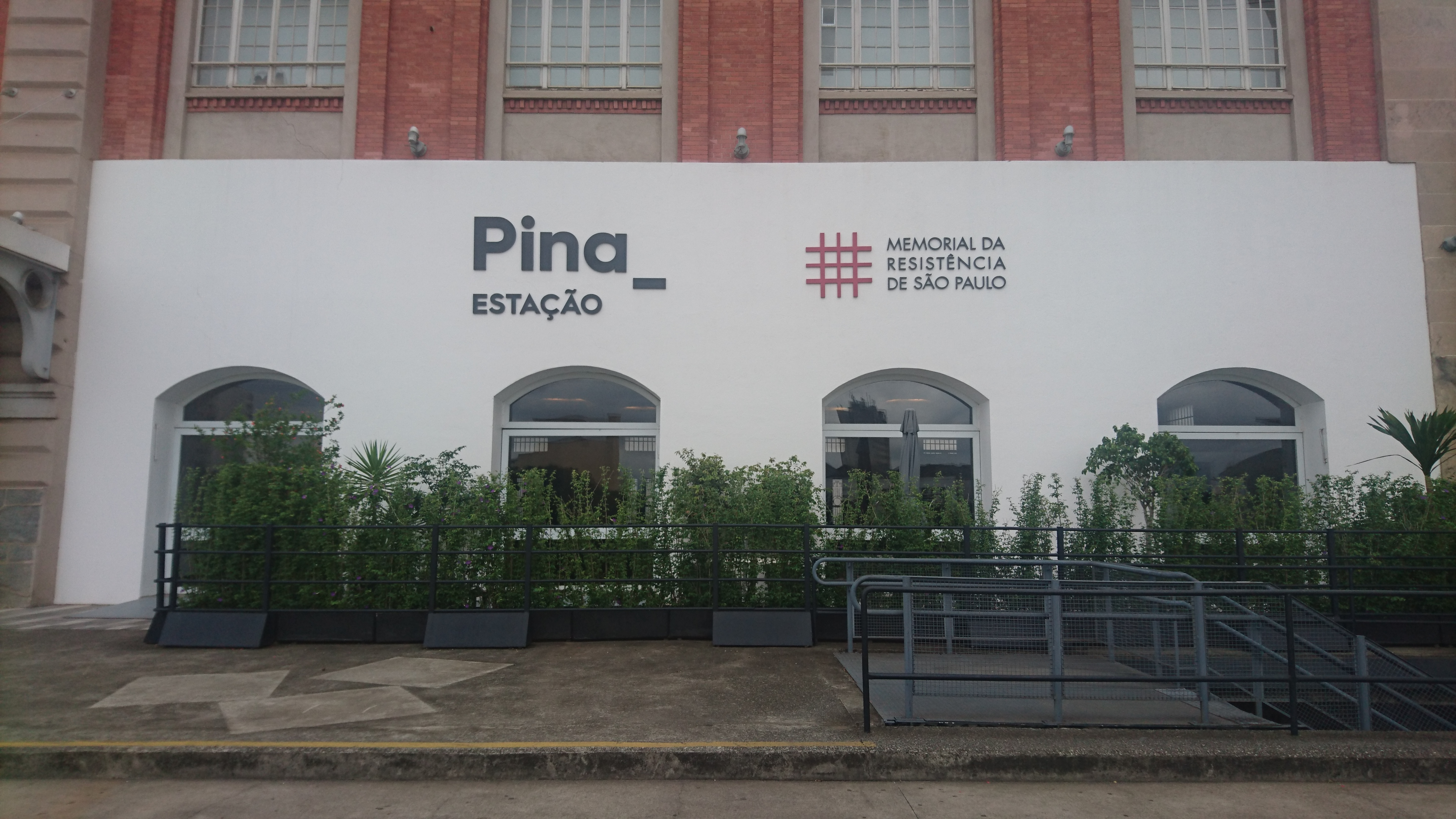
Fachada lateral do prédio com acesso ao café do Memorial da Resistência de São Paulo (SP)
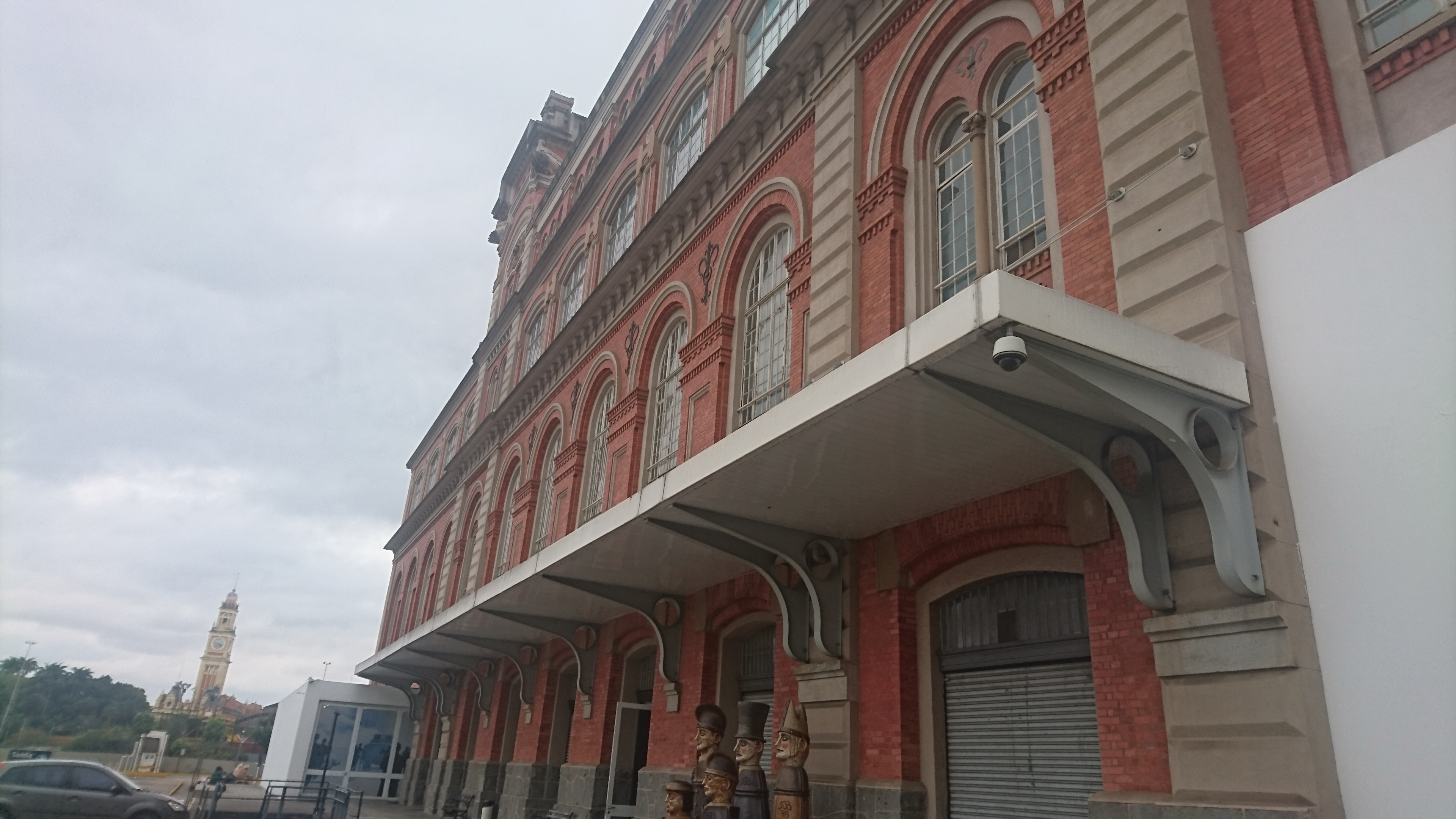
Vista lateral do prédio do Memorial da Resistência de São Paulo (SP)
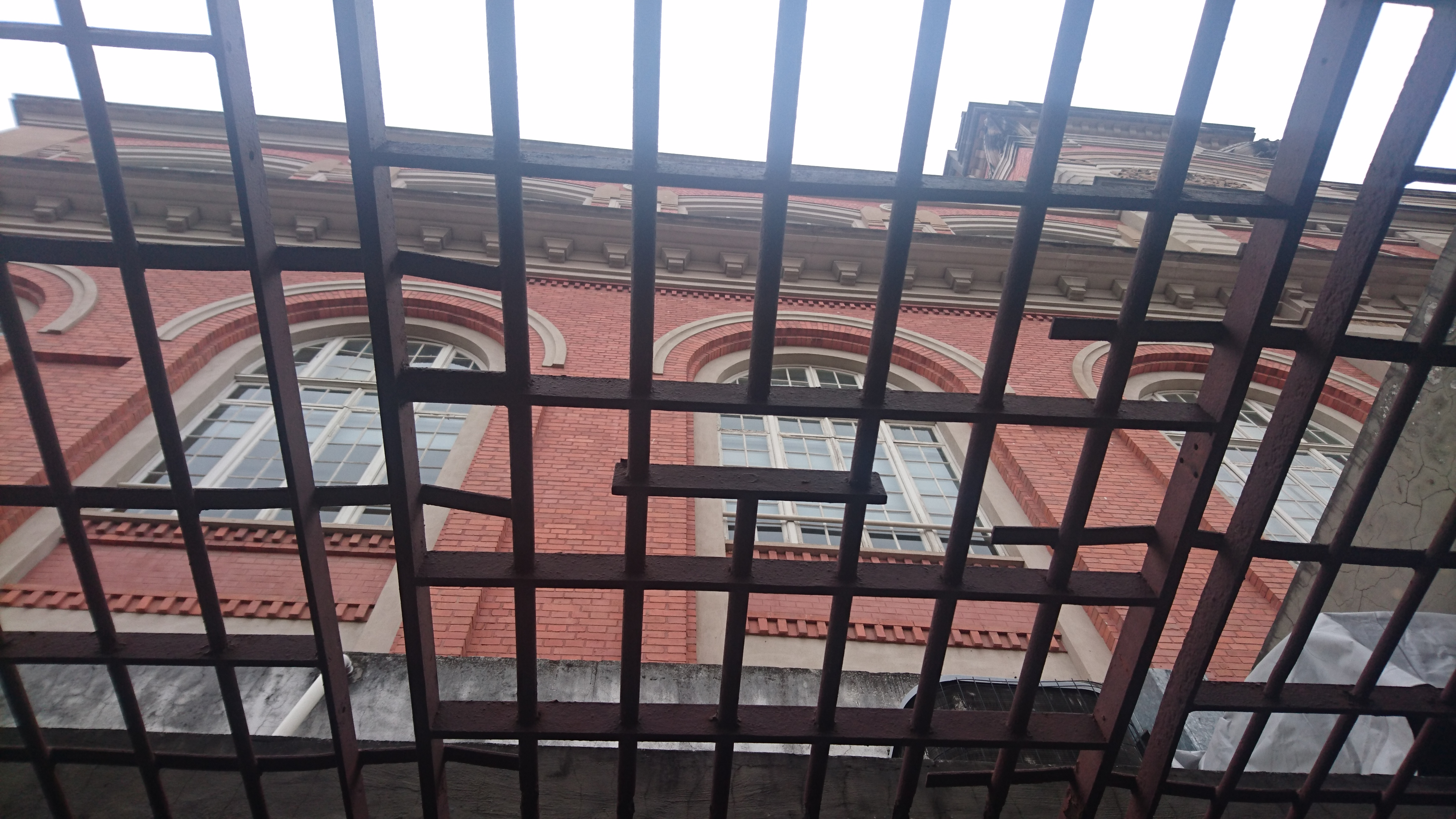
Visão através das grades do pátio do antigo DEOPS para o prédio do Memorial da Resistência de São Paulo (SP)
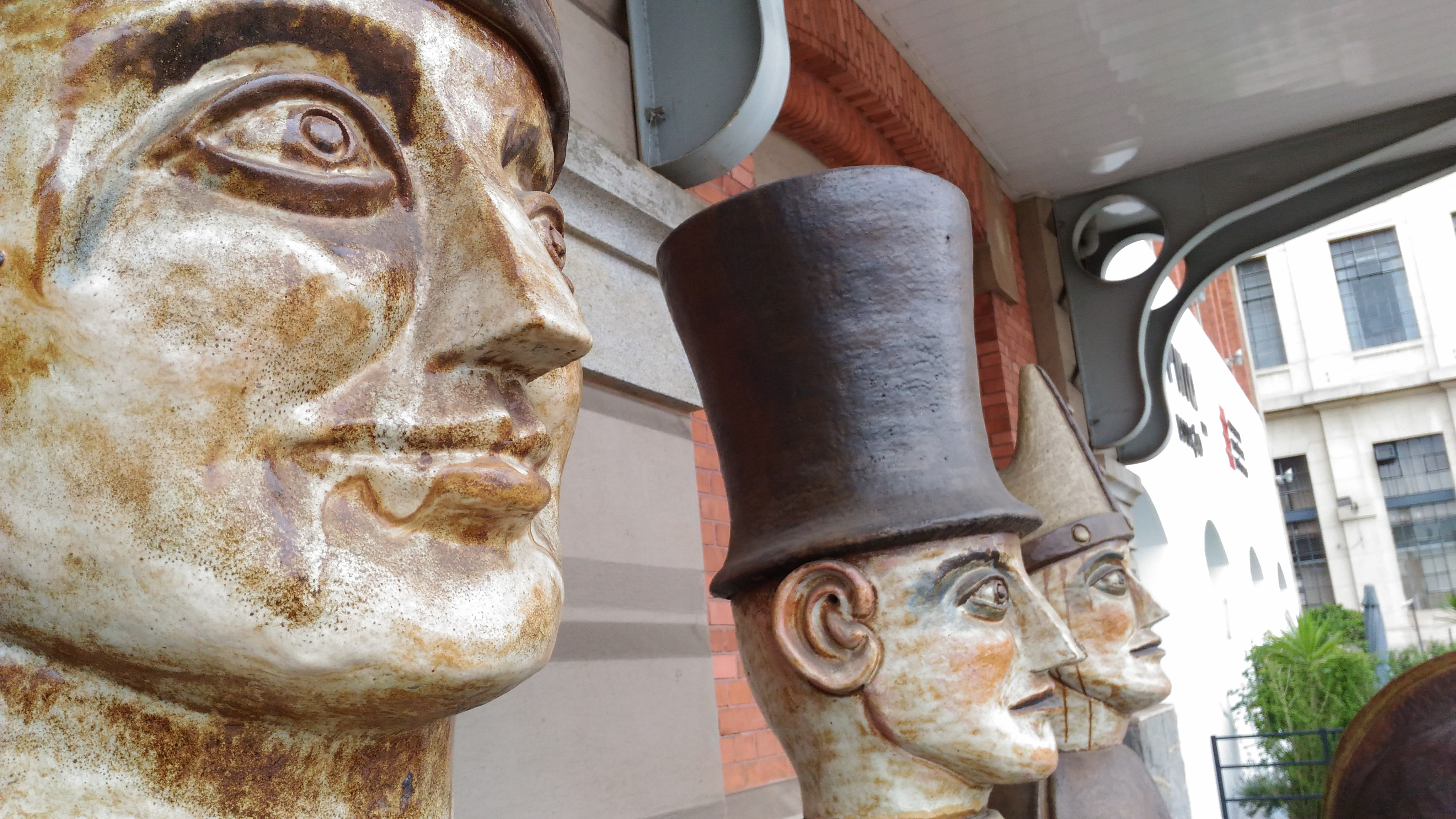
Detalhe das figuras colocadas na saída sul do prédio do Memorial da Resistência de São Paulo (SP)
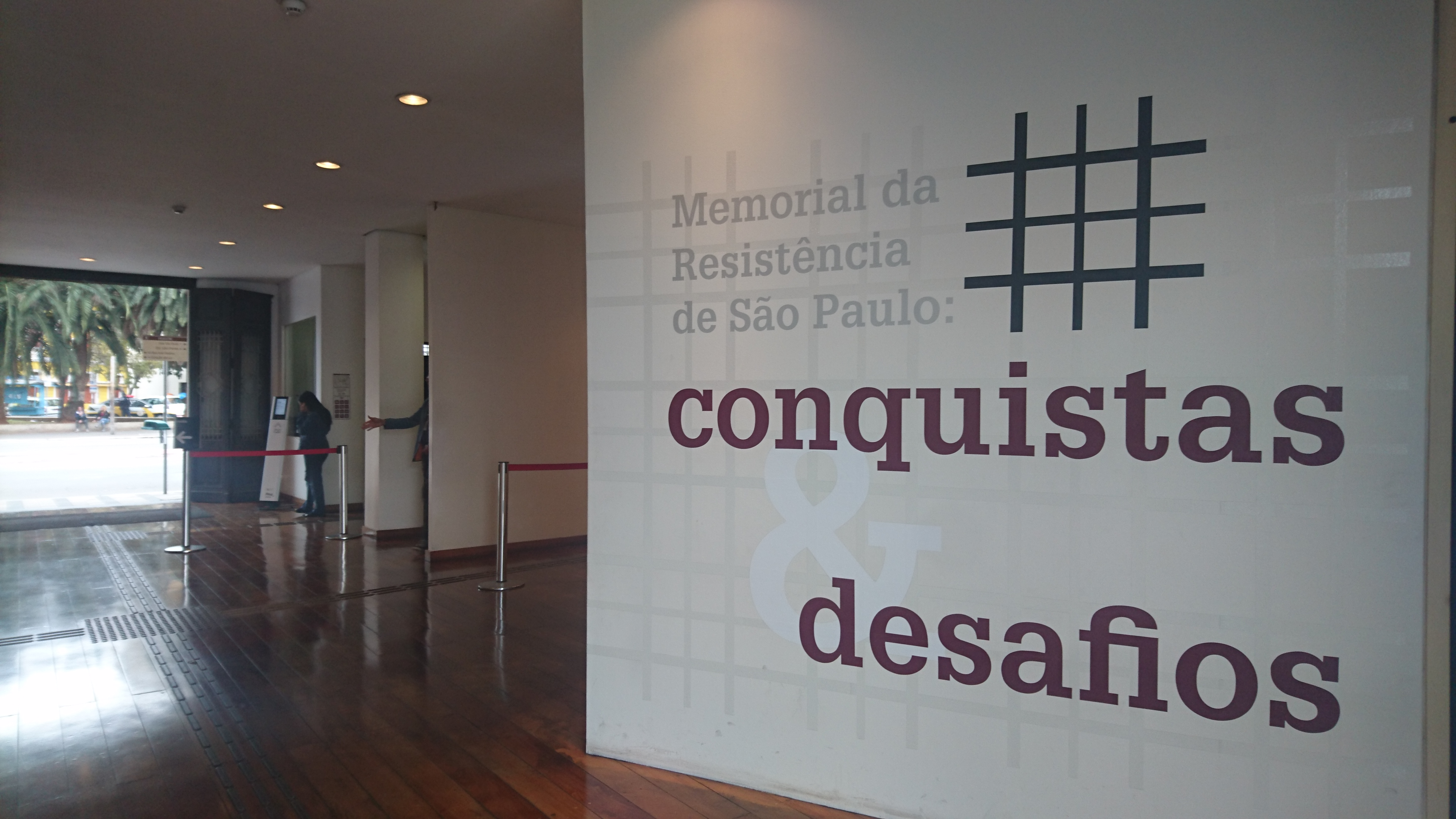
Detalhe da entrada térrea do prédio do Memorial da Resistência de São Paulo (SP)
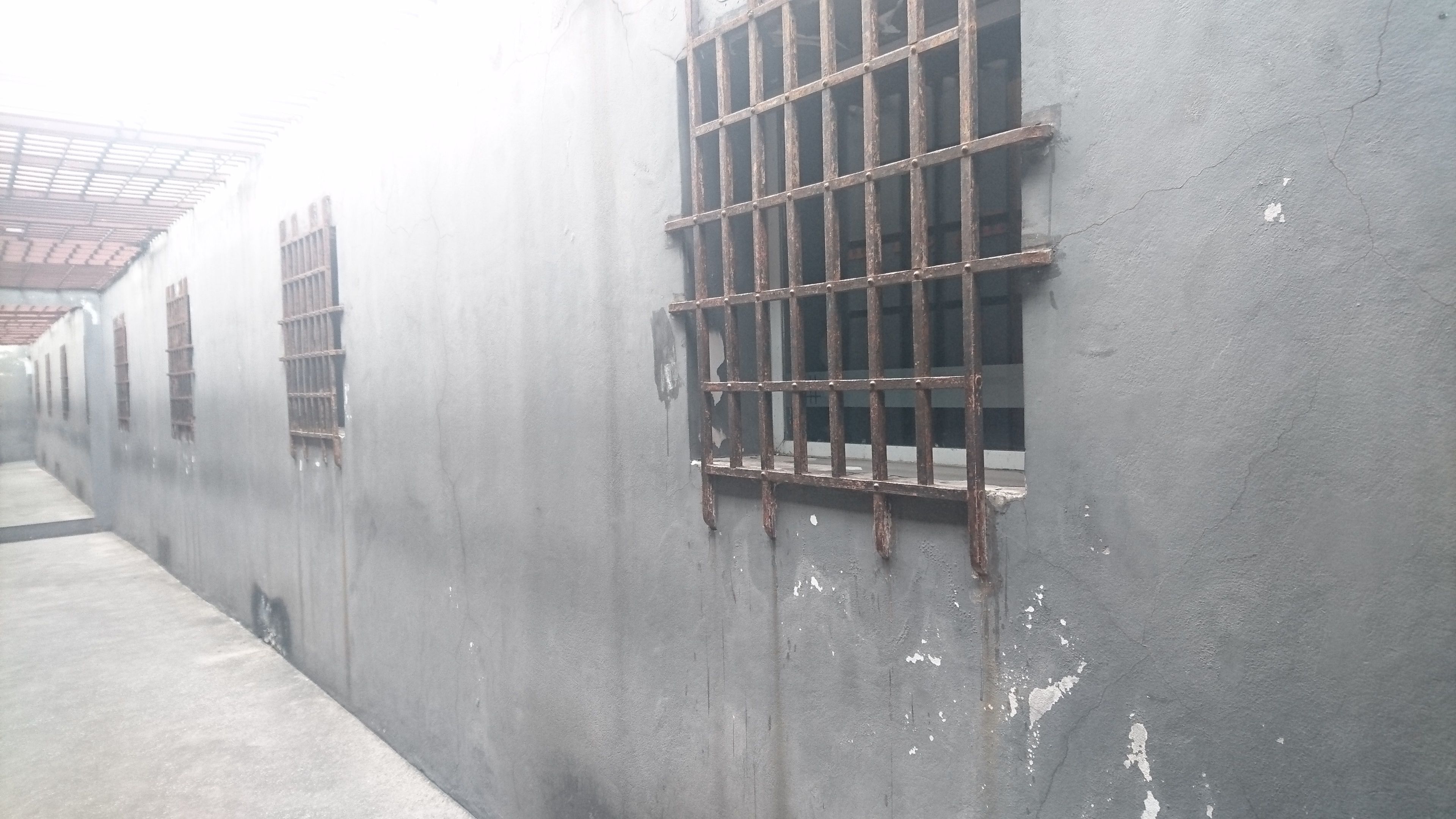
Corredor restaurado e preservado com as grades da época do funcionamento do DEOSP no prédio do Memorial da Resistência de São Paulo (SP)
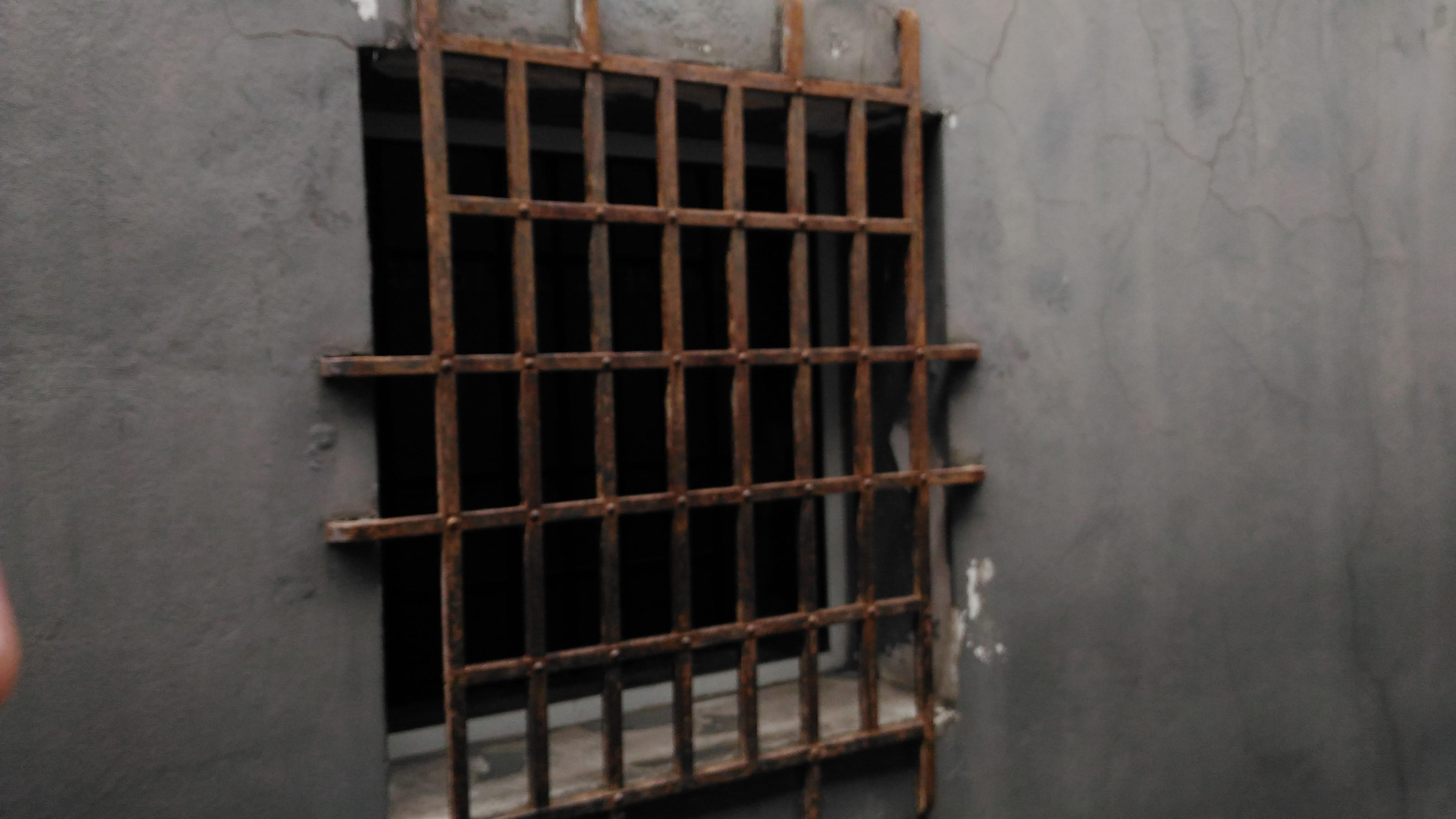
Grade restaurada e preservada da época em que o funcionava o DEOPS no prédio do Memorial da Resistência de São Paulo (SP)
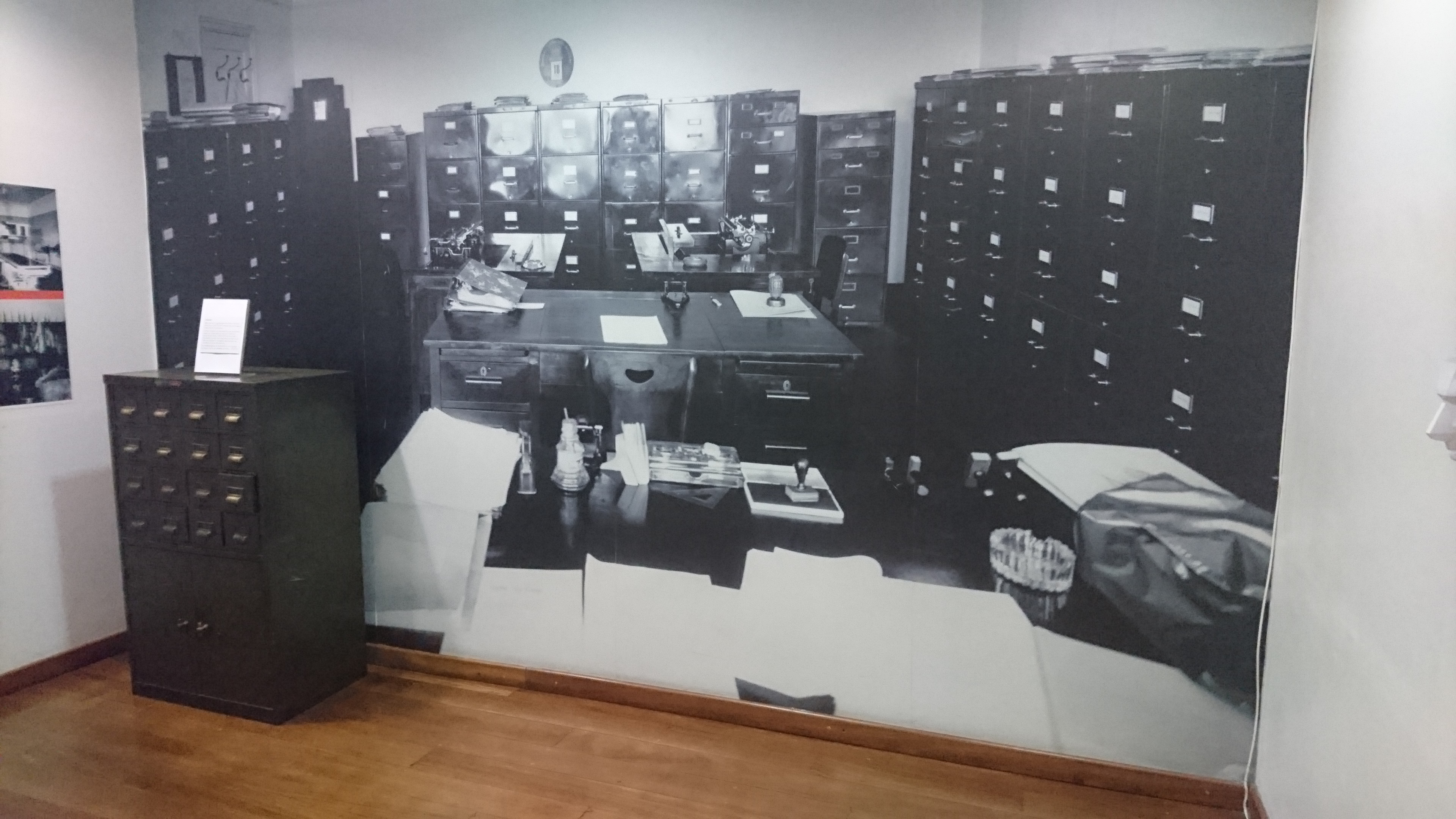
Sala do fundos com painel no prédio do Memorial da Resistência de São Paulo (SP)
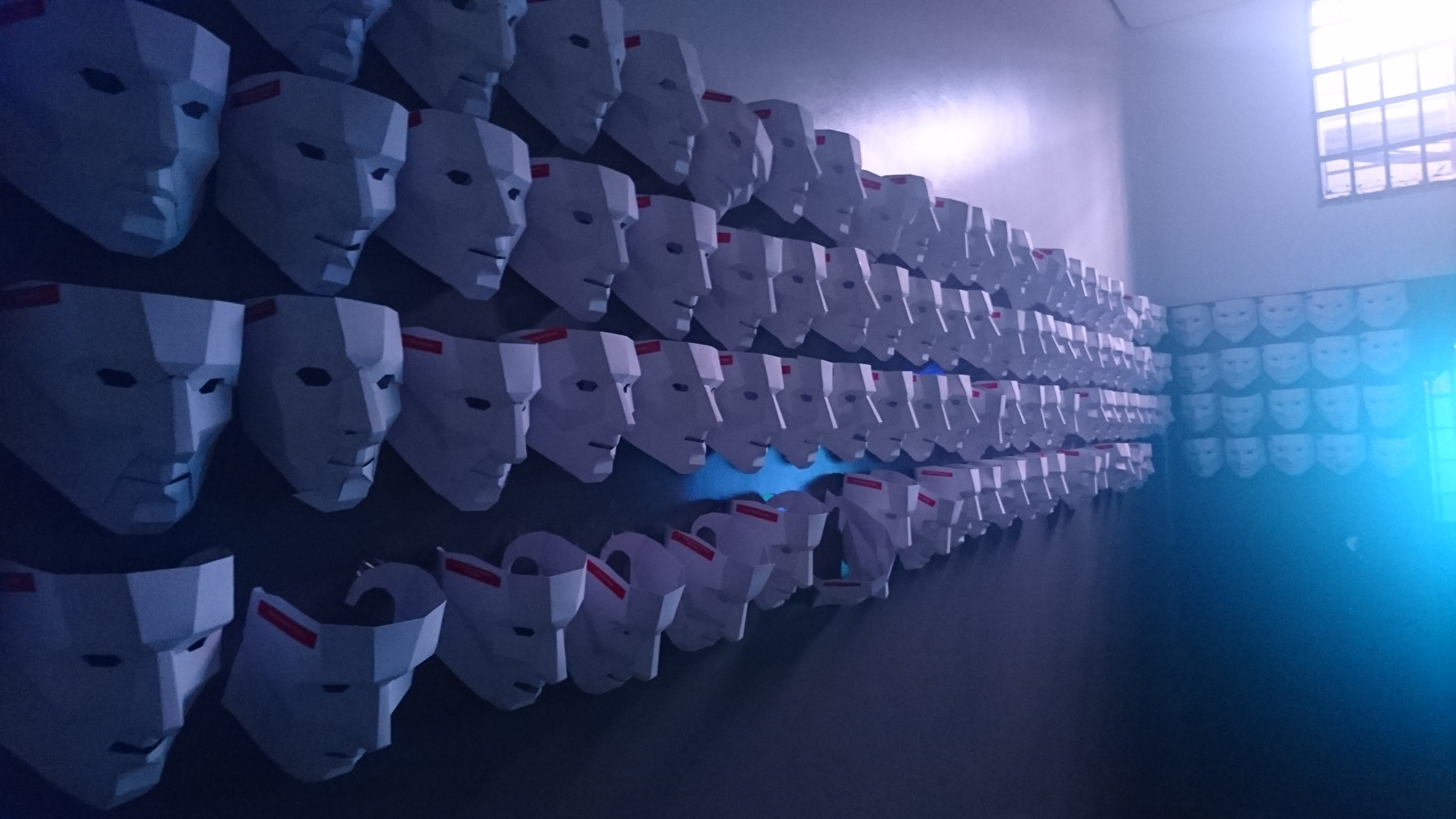
Máscaras marcadas com o nome dos presos políticos penduradas pelo corredor do prédio do Memorial da Resistência de São Paulo (SP)
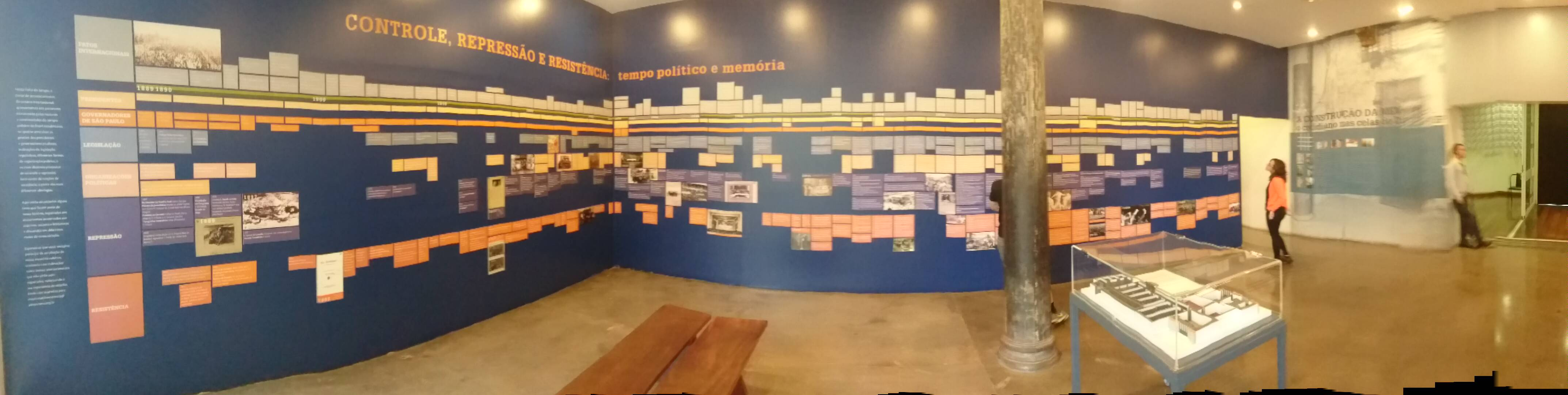
Salão principal com linha do tempo de fatos históricos ocorridos no Brasil, desde a República até o ano de 2009